# ويليام ولز (سياسي أمريكي)
ويليام ولز (بالإنجليزية: William Wells)‏ هو ضابط وسياسي أمريكي، ولد في 14 ديسمبر 1837 في واتربوري في الولايات المتحدة، وتوفي في 29 أبريل 1892 في نيويورك في الولايات المتحدة.